# Championnat de Zurich 2002
La 87e édition de la course cycliste, le Championnat de Zurich a eu lieu le 18 août 2002 et a été remportée par l'Italien Dario Frigo. Il s'est imposé en solitaire.

## Présentation

### Équipes
Le Championnat de Zurich figure au calendrier de la Coupe du monde de cyclisme sur route 2002.
On retrouve un total de 23 équipes au départ, 21 faisant partie des GSI, la première division mondiale, et les deux dernières des GSII, la seconde division mondiale.
| Groupes sportifs I (21)- Mapei-Quick Step - Telekom - US Postal Service - Domo-Farm Frites - Team Coast - Fassa Bortolo - Crédit agricole - CSC-Tiscali - Acqua & Sapone-Cantina Tollo - Cofidis, le Crédit par Téléphone - Euskaltel-Euskadi - Gerolsteiner - Lotto-Adecco - Index-Alexia Alluminio - Lampre-Daikin - Phonak Hearing Systems - Rabobank - Saeco-Longoni Sport - Tacconi Sport - iBanesto.com - ONCE-Eroski Groupes sportifs II (2)- Alessio - Saint-Quentin-Oktos |
| |

## Classements

### Classement de la course
| \| Classement général \| Classement général \| Classement général \| Classement général \| Classement général \| \| Coureur \| Coureur \| Pays \| Équipe \| Temps \| \| ------------------ \| -------------------- \| ------------------ \| ---------------------------- \| ------------------ \| \| 1er \| Dario Frigo \| Italie \| Tacconi Sport \| 5 h 56 min 54 s \| \| 2e \| Paolo Bettini \| Italie \| Mapei-Quick Step \| + 1 min 06 s \| \| 3e \| Lance Armstrong \| États-Unis \| US Postal Service \| + 1 min 06 s \| \| 4e \| Massimiliano Gentili \| Italie \| Acqua & Sapone-Cantina Tollo \| + 1 min 06 s \| \| 5e \| Carlos Sastre \| Espagne \| CSC-Tiscali \| + 1 min 06 s \| \| 6e \| Michele Bartoli \| Italie \| Fassa Bortolo \| + 1 min 06 s \| \| 7e \| Davide Rebellin \| Italie \| Gerolsteiner \| + 1 min 06 s \| \| 8e \| Oscar Camenzind \| Suisse \| Phonak Hearing Systems \| + 1 min 06 s \| \| 9e \| Ivan Basso \| Italie \| Fassa Bortolo \| + 1 min 06 s \| \| 10e \| Laurent Dufaux \| Suisse \| Alessio \| + 1 min 06 s \| \| 11e \| Sergueï Ivanov \| Russie \| Fassa Bortolo \| + 1 min 06 s \| \| 12e \| Danilo Di Luca \| Italie \| Saeco-Longoni Sport \| + 1 min 06 s \| \| 13e \| Paolo Valoti \| Italie \| Index-Alexia Alluminio \| + 1 min 25 s \| \| 14e \| Beat Zberg \| Suisse \| Rabobank \| + 1 min 34 s \| \| 15e \| Gianluca Bortolami \| Italie \| Tacconi Sport \| + 1 min 34 s \| \| 16e \| Fabio Sacchi \| Italie \| Saeco-Longoni Sport \| + 1 min 34 s \| \| 17e \| Richard Virenque \| France \| Domo-Farm Frites \| + 1 min 34 s \| \| 18e \| Marco Serpellini \| Italie \| Lampre-Daikin \| + 1 min 34 s \| \| 19e \| Markus Zberg \| Suisse \| Rabobank \| + 1 min 34 s \| \| 20e \| Dave Bruylandts \| Belgique \| Domo-Farm Frites \| + 1 min 34 s \| |                      |            |                              |                 |
| |                      |            |                              |                 |
| |                      |            |                              |                 |
| Classement général |                      |            |                              |                 |
| Coureur | Coureur              | Pays       | Équipe                       | Temps           |
| 1er | Dario Frigo          | Italie     | Tacconi Sport                | 5 h 56 min 54 s |
| 2e | Paolo Bettini        | Italie     | Mapei-Quick Step             | + 1 min 06 s    |
| 3e | Lance Armstrong      | États-Unis | US Postal Service            | + 1 min 06 s    |
| 4e | Massimiliano Gentili | Italie     | Acqua & Sapone-Cantina Tollo | + 1 min 06 s    |
| 5e | Carlos Sastre        | Espagne    | CSC-Tiscali                  | + 1 min 06 s    |
| 6e | Michele Bartoli      | Italie     | Fassa Bortolo                | + 1 min 06 s    |
| 7e | Davide Rebellin      | Italie     | Gerolsteiner                 | + 1 min 06 s    |
| 8e | Oscar Camenzind      | Suisse     | Phonak Hearing Systems       | + 1 min 06 s    |
| 9e | Ivan Basso           | Italie     | Fassa Bortolo                | + 1 min 06 s    |
| 10e | Laurent Dufaux       | Suisse     | Alessio                      | + 1 min 06 s    |
| 11e | Sergueï Ivanov       | Russie     | Fassa Bortolo                | + 1 min 06 s    |
| 12e | Danilo Di Luca       | Italie     | Saeco-Longoni Sport          | + 1 min 06 s    |
| 13e | Paolo Valoti         | Italie     | Index-Alexia Alluminio       | + 1 min 25 s    |
| 14e | Beat Zberg           | Suisse     | Rabobank                     | + 1 min 34 s    |
| 15e | Gianluca Bortolami   | Italie     | Tacconi Sport                | + 1 min 34 s    |
| 16e | Fabio Sacchi         | Italie     | Saeco-Longoni Sport          | + 1 min 34 s    |
| 17e | Richard Virenque     | France     | Domo-Farm Frites             | + 1 min 34 s    |
| 18e | Marco Serpellini     | Italie     | Lampre-Daikin                | + 1 min 34 s    |
| 19e | Markus Zberg         | Suisse     | Rabobank                     | + 1 min 34 s    |
| 20e | Dave Bruylandts      | Belgique   | Domo-Farm Frites             | + 1 min 34 s    |

### Classement UCI
La course attribue des points à la Coupe du monde de cyclisme sur route 2002 selon le barème suivant :
| Position           | 1er | 2e | 3e | 4e | 5e | 6e | 7e | 8e | 9e | 10e | 11e | 12e | 13e | 14e | 15e | 16e | 17e | 18e | 19e | 20e | 21e | 22e | 23e | 24e | 25e |
| Classement général | 100 | 70 | 50 | 40 | 36 | 32 | 28 | 24 | 20 | 16  | 15  | 14  | 13  | 12  | 11  | 10  | 9   | 8   | 7   | 6   | 5   | 4   | 3   | 2   | 1   |